# Annéot
Annéot là một xã của Pháp,tọa lạc ở tỉnh Yonne trong vùng Bourgogne. Xã này có cự ly cách Avallon khoảng 5 km, có tuyến đường ray Auxerre - Avallon chạy qua.

## Hành chính
| Danh sách các thị trưởng               |           |                |      |         |
| Giai đoạn                              | Giai đoạn | Tên            | Đảng | Tư cách |
| tháng 3 năm 2001                       | mars 2008 | Pascal Germain | DVD  |         |
| mars 2008                              |           | Pascal Germain | DVD  |         |
| Tất cả các dữ liệu trước đây không rõ. |           |                |      |         |

## Biến động dân số
| 1793 | 1800 | 1806 | 1821 | 1831 | 1836 | 1841 | 1846 | 1851 |
| ---- | ---- | ---- | ---- | ---- | ---- | ---- | ---- | ---- |
| 84   | 93   | 85   | 87   | 92   | 89   | 81   | 77   | 68   |

| 1856 | 1861 | 1866 | 1872 | 1876 | 1881 | 1886 | 1891 | 1896 |
| ---- | ---- | ---- | ---- | ---- | ---- | ---- | ---- | ---- |
| 67   | 57   | 53   | 58   | 55   | 60   | 60   | 57   | 62   |

| 1901 | 1906 | 1911 | 1921 | 1926 | 1931 | 1936 | 1946 | 1954 |
| ---- | ---- | ---- | ---- | ---- | ---- | ---- | ---- | ---- |
| 57   | 62   | 49   | 41   | 46   | 43   | 47   | 45   | 56   |

| 1962                                         | 1968 | 1975 | 1982 | 1990 | 1999 | - | - | - |
| -------------------------------------------- | ---- | ---- | ---- | ---- | ---- | - | - | - |
| 44                                           | 52   | 54   | 58   | 75   | 102  | - | - | - |
| Số liệu kể từ 1962 : dân số không tính trùng |      |      |      |      |      |   |   |   |